# News Sentinel Open
Het News Sentinel Open is een golftoernooi in de Verenigde Staten en maakt deel uit van de Web.com Tour. Het toernooi werd opgericht in 1990 als het Knoxville Open en wordt sindsdien gespeeld op de Fox Den Country Club in Knoxville, Tennessee. 
Het toernooi wordt gespeeld over vier dagen en na de tweede dag wordt de cut toegepast. Echter, het toernooi werd van 1990 tot 1992 gespeeld in drie dagen.

## Geschiedenis
In 1990 werd het toernooi opgericht als het Knoxville Open en de eerste editie werd gewonnen door de Amerikaan Jeff Maggert. Hij won toen de play-off van Greg Ladehoff.
Het toernooi werd meermaals gesponsord door Ben Hogan (1990/92), Nike (1993/99) en Buy.com (2000/01). In 2010 werd het toernooi vernoemd tot het Knoxville News Sentinel Open en sinds 2011 kortweg het News Sentinel Open. Sinds 2 juni 2010 is Knoxville News Sentinel de hoofdsponsor van dit toernooi.

## Winnaars
| Jaar                         | Winnaar                  | Score                    | Score                    | Info                                              |
| Ben Hogan Knoxville Open     | Ben Hogan Knoxville Open | Ben Hogan Knoxville Open | Ben Hogan Knoxville Open | Ben Hogan Knoxville Open                          |
| ---------------------------- | ------------------------ | ------------------------ | ------------------------ | ------------------------------------------------- |
| 1990                         | Jeff Maggert po          | 202                      | –14                      | Won de play-off van Greg Ladehoff                 |
| 1991                         | Frank Conner             | 198                      | –18                      |                                                   |
| 1992                         | Brian Henninger          | 200                      | –16                      |                                                   |
| Nike Knoxville Open          |                          |                          |                          |                                                   |
| 1993                         | Tim Conley               | 261                      | –27                      |                                                   |
| 1994                         | Vic Wilk                 | 275                      | –13                      |                                                   |
| 1995                         | Tom Scherrer po          | 275                      | –13                      | Won de play-off van Mike Sposa                    |
| 1996                         | Eric Johnson             | 272                      | –16                      |                                                   |
| 1997                         | Dave Rummells            | 271                      | –17                      |                                                   |
| 1998                         | Robin Freeman po         | 270                      | –18                      | Won de play-off van Ryan Howison                  |
| 1999                         | Jeff Gove                | 277                      | –11                      |                                                   |
| Buy.com Knoxville Open       |                          |                          |                          |                                                   |
| 2000                         | J.J. Henry               | 273                      | –15                      |                                                   |
| 2001                         | Heath Slocum             | 275                      | –13                      |                                                   |
| Knoxville Open               |                          |                          |                          |                                                   |
| 2002                         | Darron Stiles            | 272                      | –16                      |                                                   |
| 2003                         | Vaughn Taylor            | 268                      | –20                      |                                                   |
| 2004                         | Hunter Haas po           | 275                      | –13                      | Won de play-off van Shane Bertsch en Justin Bolli |
| 2005                         | Kim Felton               | 277                      | –11                      |                                                   |
| 2006                         | Hunter Haas              | 269                      | –19                      |                                                   |
| 2007                         | Chez Reavie              | 271                      | –17                      |                                                   |
| 2008                         | Jarrod Lyle              | 269                      | –19                      |                                                   |
| 2009                         | Kevin Johnson po         | 268                      | –20                      | Won de play-off van Bradley Iles                  |
| Knoxville News Sentinel Open |                          |                          |                          |                                                   |
| 2010                         | Chris Kirk               | 268                      | –20                      |                                                   |
| News Sentinel Open           |                          |                          |                          |                                                   |
| 2011                         | Kirk Triplett            | 267                      | –21                      |                                                   |
| 2012                         | Darron Stiles            | 266                      | –22                      |                                                   |
| 2013                         | Peter Malnati            | 268                      | –20                      |                                                   |
| 2014                         | Martin Piller            | 262                      | –22                      |                                                   |

| Toernooirecord (54-holes) |  | Toernooirecord (72-holes) |  | po = winnaar na play-off |

## Trivia
- Dit toernooi is momenteel samen met de Air Capital Classic, het Utah Championship, het Price Cutter Charity Championship en het Boise Open de enige overgebleven golftoernooien die anno 1990 opgericht waren voor het eerste golfseizoen van de opleidingstour van de PGA Tour.